# Tag X (Manga)
Tag X (japanisch 彼女たちのエクス・デイ, Kanojo-tachi no X day, dt. „der Tag X von ihr und den anderen“) ist ein Manga von der Mangaka Setona Mizushiro. Beeinflusst vom Schulmassaker in Littleton schildert die Mangaka die Erlebnisse von drei Schülern und einem Lehrer, die planen, ihre Schule in die Luft zu sprengen. 

## Handlung
Hauptperson des Mangas ist Rika Saginuma, eine junge Schülerin, die ziemlich darunter leidet, dass sie von ihrem Freund verlassen wurde, der jetzt mit einer Trainingspartnerin von ihr geht. In einem Online-Chat ihrer Schule lernt sie einige Seelenverwandte kennen, die planen, die Schule in die Luft zu sprengen. Man lernt sich schließlich kennen und beginnt den Plan in die Wirklichkeit umzusetzen.
Am Ende des 2. Bandes findet sich die recht ungewöhnliche SF-Story Die letzte Mahlzeit.

## Charaktere
Rika Saginuma (鷺沼 梨花, Saginuma Rika, Chatname: 11, sprich eleven): Die junge Schülerin ist in der Abschlussklasse ihrer High-School. Früher war sie in der Leichtathletik-AG und war ein Hochsprungass, wobei sie bei der Landesmeisterschaft sogar den 2. Platz belegte. Nach einer Verletzung jedoch fand sie nicht mehr den rechten Anschluss. Ziemlich frustrieren tut sie jedoch die Tatsache, dass ihr Freund nach 3 Jahren mit ihr Schluss gemacht hat. Nachdem sie in einem Online-Chat auf Seelenverwandte stößt, plant sie mit diesen die Schule in die Luft zu sprengen.
Nanaka Shimada (嶋田 七果, Shimada Nanaka, Chatname: Polaris (ポラリス, Porarisu)): Nanaka befindet sich in der Parallelklasse von Rika und ist ein sehr unauffälliges Mädchen, das kaum etwas spricht und keine Freunde hat. Glücklich ist Nanaka nur nach Schulende, wenn sie die Schuluniform ausziehen darf und im Lolita-Stil herumläuft, was ihr wahres Ich ist. Nanaka alias Polaris ist die treibende Kraft hinter den Attentatsplänen. Wenn sie emotional sehr aufgeladen ist, tendiert sie zum Extremen. So will sie sich auch einmal wegen einer Kleinigkeit gleich vom Schuldach stürzen, wird jedoch von Rika gerettet.
Yumihiko Tsukumura (月村 弓彦, Tsukumura Yumihiko, Chatname: Kin-San (金さん, Kin-san)): Der junge, nette Schüler befindet sich eine Klasse unter Rika und Nanaka. Eigentlich traut man ihm keine solche Tat zu, doch der Junge leidet unter den Misshandlungen seiner Mutter. Diese schlägt ihn immer, wenn sie frustriert ist oder Ärger mit ihren Liebhabern hat. Als er 5 Jahre alt war, schüttete seine Mutter kochendes Wasser über ihn. Seitdem hat er an der Schulter und am Oberarm entsprechende Narben. Yumihiko verliebt sich in Rika, hat aber wegen seiner Mutter Angst vor Frauen.
Reichi Katano (片野 玲一, Katano Reichi, Chatname: Dsungare (ジャンガリアン, Jangarian)): Der vierte im Bunde ist der Biologie-Lehrer der Schule. Er ist frustriert von der Atmosphäre an der Schule und auch von den Intrigen unter den Lehrern. Deshalb will er mit ihnen nichts zu tun haben und verbringt seine Pausen am liebsten allein im Biologieraum. Der menschenscheue Lehrer wird von der Tochter des Vorstandsvorsitzenden verfolgt. Sein einziger Freund ist sein Dsungarischer Zwerghamster.
Ryo: Ryo hat mit Rika Schluss gemacht, da sie ihm immer unnahbar erschien. Er geht jetzt mit Kako, versucht jedoch wieder einen Neuanfang mit Rika zu wagen.
Kako Takashima: Das junge Mädchen war einst Trainingspartnerin von Rika und ist ebenfalls im Hochsprung sehr gut. Sie ist auf dem besten Weg besser als Rika zu werden. Sie geht mit Ryo, weiß aber nicht, dass Ryo und Rika einst ein Paar waren. Sie ist immer freundlich zu Rika, doch diese sieht in ihr nur eine Rivalin.
Kunimoto: Die junge Frau ist die Tochter des Vorstandsvorsitzenden und hinter Reichi her. Nachdem sie einmal ausgegangen waren, glaubt Kunimoto, dass Reichi sie liebt, und belästigt ihn mit Telefonanrufen oder lungert vor seiner Tür herum. Zudem streut sie das Gerücht, dass sie beide verlobt seien.

## Manga
In Japan erschien der auf 2 Bände konzipierte Manga 2002 im Princess bei Akita Shoten. Auch in den USA veröffentlichte Tokyopop den Manga unter dem Titel X-Day. Auf Französisch erschien er bei Asuka Comics.
In Deutschland erscheint der Manga bei Tokyopop, übersetzt von Ninako Takeuchi.